# Jedna si jedina
Jedna Si Jedina (bos. für ,eine und einzige‘) ist der Titel der Nationalhymne Bosnien-Herzegowinas von November 1995 bis 1999, als sie durch Intermeco abgelöst wurde. Der Text wurde von dem bosnischen Komponisten Dino Merlin verfasst, die Melodie entstammt dem Volkslied S one strane Plive.
| Originaltext Zemljo tisućljetna Na vjernost ti se kunem Od mora do Save Od Drine do Une Jedna si jedina Moja domovina Jedna si jedina Bosna i Hercegovina Bog nek' te sačuva Za pokoljenja nova Zemljo mojih snova Mojih pradjedova Jedna si jedina Moja domovina Jedna si jedina Bosna i Hercegovina | Übersetzung Du jahrtausend altes Land Dir schwöre ich meine Treue Vom Meer bis zur Save Von der Drina bis zur Una Du bist eine einzige Meine Heimat Du bist eine einzige Bosnien und Herzegowina Möge dich Gott beschützen für die neuen Generationen Du Land meiner Träume Meiner Urgroßväter Du bist eine einzige Meine Heimat Du bist eine einzige Bosnien und Herzegowina |